# Awerahalli, Magadi
Awerahalli là một làng thuộc tehsil Magadi, huyện Ramanagara, bang Karnataka, Ấn Độ.